# Motorrad-Weltmeisterschaft 1971
Die Motorrad-WM-Saison 1971 war die 23. in der Geschichte der FIM-Motorrad-Straßenweltmeisterschaft.
In den Klassen bis 500 cm³, bis 350 cm³ und bis 125 cm³ wurden elf, in der Klasse bis 250 cm³ zwölf, in der Klasse bis 50 cm³ neun und bei den Gespannen acht Rennen ausgetragen.

## Punkteverteilung
| Punktewertung | Punktewertung | Punktewertung | Punktewertung | Punktewertung | Punktewertung | Punktewertung | Punktewertung | Punktewertung | Punktewertung | Punktewertung |
| ------------- | ------------- | ------------- | ------------- | ------------- | ------------- | ------------- | ------------- | ------------- | ------------- | ------------- |
| Platz         | 1             | 2             | 3             | 4             | 5             | 6             | 7             | 8             | 9             | 10            |
| Punkte        | 15            | 12            | 10            | 8             | 6             | 5             | 4             | 3             | 2             | 1             |

- Die Zahl gewerteter Läufe wurde bei gerader Anzahl an ausgetragenen Rennen berechnet, indem man diese Anzahl halbierte und dann mit eins addierte. Beispielsweise gingen bei sechs Rennen also vier in die WM-Wertung ein.
- Wurde eine ungerade Zahl Rennen ausgetragen, wurde die Zahl der Läufe mit eins addiert und dann halbiert. Beispielsweise gingen bei sieben Rennen somit vier in die Wertung ein.

## Wissenswertes
- Beim 250-cm³-Lauf um den Großen Preis der DDR kam es zu einem Eklat. Dieter Braun aus der BRD hatte das Rennen nach spannendem Kampf gegen Phil Read und Rodney Gould gewonnen und war dabei von den ca. 150.000 Zuschauern frenetisch bejubelt worden. Der Rennleiter Hans Zacharias wurde während des Rennens von den DDR-Offiziellen aufgefordert, Braun mit der Schwarzen Flagge aus dem Rennen zu nehmen, da man verhindern wollte, dass die Nationalhymne der BRD abgespielt wird. Zacharias kam dieser Forderung nicht nach und verlor daraufhin seinen Posten als Rennleiter. Die Hymne Westdeutschlands wurde bei Start und Ziel abgespielt, war aber über die Streckenlautsprecher nicht zu hören. Als Konsequenz wurde der Große Preis der DDR ab 1973 nur noch für Fahrer aus dem Ostblock ausgeschrieben und verlor dadurch seinen WM-Status.

### Todesfälle
- Der Schotte Maurice Jeffery starb am 12. Juni bei einem Unfall in der ersten Runde des Rennens der Senior TT. Er hatte im Streckenabschnitt Rhencullen die Kontrolle über seine Norton Manx verloren und war gegen eine Mauer geprallt.
- Christian Ravel aus Frankreich stürzte am 4. Juli im 500-cm³-Lauf in Belgien in der Blanchimont-Kurve mit ca. 240 km/h, er starb noch am selben Tag im Krankenhaus.
- Der MZ-Werksfahrer Günter Bartusch aus der DDR kam am 9. Juli bei einem Sturz im Training der 350-cm³-Klasse beim Großen Preis der DDR ums Leben.

## 500-cm³-Klasse

### Rennergebnisse
|    | Datum         | Rennen                 | Strecke           | Platz 1          | Platz 2           | Platz 3         | Schn. Rennrunde    |
| -- | ------------- | ---------------------- | ----------------- | ---------------- | ----------------- | --------------- | ------------------ |
| 1  | 09.05.        | 14. GP von Österreich  | Salzburgring      | Giacomo Agostini | Keith Turner      | Éric Offenstadt | Giacomo Agostini   |
| 2  | 16.05.        | 35. GP von Deutschland | Hockenheim        | Giacomo Agostini | Rob Bron          | Ron Chandler    | Giacomo Agostini   |
| 3  | 06.–13.06.    | 53. Isle of Man TT     | Mountain Course   | Giacomo Agostini | Peter Williams    | Frank Perris    | Giacomo Agostini   |
| 4  | 26.06.        | 41. Dutch TT           | Assen             | Giacomo Agostini | Rob Bron          | Dave Simmonds   | Giacomo Agostini   |
| 5  | 04.07.        | 44. GP von Belgien     | Spa-Francorchamps | Giacomo Agostini | Éric Offenstadt   | Jack Findlay    | Giacomo Agostini   |
| 6  | 10.–11.07.    | 14. GP der DDR         | Sachsenring       | Giacomo Agostini | Keith Turner      | Ernst Hiller    | Giacomo Agostini   |
| 7  | 24.–25.07.    | GP von Schweden        | Anderstorp        | Giacomo Agostini | Keith Turner      | Tommy Robb      | Giacomo Agostini   |
| 8  | 31.07.–01.08. | GP von Finnland        | Imatra            | Giacomo Agostini | Dave Simmonds     | Rob Bron        | Giacomo Agostini   |
| 9  | 14.08.        | 43. Ulster GP          | Dundrod           | Jack Findlay     | Rob Bron          | Tommy Robb      | Jack Findlay       |
| 10 | 12.09.        | 49. GP der Nationen    | Monza             | Alberto Pagani   | Giampiero Zubani  | Dave Simmonds   | Giacomo Agostini   |
| 11 | 25.–26.09.    | 21. GP von Spanien     | Jarama            | Dave Simmonds    | Kaarlo Koivuniemi | Éric Offenstadt | Kurt-Ivan Carlsson |

### Fahrerwertung
| 1  | Giacomo Agostini   | MV Agusta          | 90 (120) |
| 2  | Keith Turner       | Suzuki             | 58 (67)  |
| 3  | Rob Bron           | Suzuki             | 57       |
| 4  | Dave Simmonds      | Kawasaki           | 52       |
| 5  | Jack Findlay       | Jada-Suzuki        | 50 (51)  |
| 6  | Éric Offenstadt    | SMAC-Kawasaki      | 32       |
| 7  | Tommy Robb         | Seeley             | 31       |
| 8  | Alberto Pagani     | Linto / MV Agusta  | 29       |
| 9  | Kaarlo Koivuniemi  | Seeley             | 24       |
| 10 | Ron Chandler       | Kawasaki           | 19       |
| 11 | Frank Perris       | Suzuki / Seeley    | 14       |
| 12 | Lothar John        | Yamaha             | 13       |
| 13 | Peter Williams     | Matchless          | 12       |
|    | Giampiero Zubani   | Kawasaki           | 12       |
| 15 | Bosse Granath      | Husqvarna / Yamaha | 12       |
| 16 | Billie Nelson      | Paton              | 11       |
| 17 | Ernst Hiller       | Kawasaki           | 10       |
| 18 | Maurice Hawthorne  | Kawasaki           | 8        |
|    | Selwyn Griffiths   | Matchless          | 8        |
|    | Hansruedi Brungger | Bultaco            | 8        |
|    | Ulf Nilsson        | Seeley             | 8        |
|    | Percy Tait         | Seeley             | 8        |
|    | Phil Read          | Ducati             | 8        |
|    | Benjamín Grau      | Bultaco            | 8        |
| 25 | Kurt-Ivan Carlsson | Yamaha             | 7        |

| 26 | Gordon Pantall     | Kawasaki  | 6 |
|    | Jim Curry          | Seeley    | 6 |
|    | Gerry Mateer       | Norton    | 6 |
| 29 | Roger Sutcliffe    | Matchless | 5 |
|    | Karl Auer          | Matchless | 5 |
|    | Matti Salonen      | Yamaha    | 5 |
| 32 | Hans-Otto Butenuth | BMW       | 5 |
| 33 | Piet van der Wal   | Kawasaki  | 5 |
| 34 | Jean Campiche      | Honda     | 4 |
|    | Morgan Rådberg     | Monark    | 4 |
|    | Tom Herron         | Seeley    | 4 |
|    | Peter Jones        | Suzuki    | 4 |
| 38 | Kurt-Willy Bertsch | BMW       | 3 |
|    | Charlie Sanby      | Seeley    | 3 |
|    | Jerry Lancaster    | Yamsel    | 2 |
|    | Juan Bordons       | Bultaco   | 3 |
| 42 | Paul Eickelberg    | Yamaha    | 3 |
| 43 | Horst Dzierzawa    | Yamaha    | 2 |
|    | Tom Dickie         | Matchless | 2 |
|    | Pentti Lehtelä     | Yamaha    | 2 |
|    | Johnny Bengtsson   | Kawasaki  | 2 |
|    | Dudley Robinson    | Yamaha    | 2 |
|    | Giuseppe Mongardi  | Ducati    | 2 |
| 49 | John Dodds         | König     | 1 |
|    | Rob Noorlander     | Norton    | 1 |
|    | Stan Woods         | Norton    | 1 |
|    | Emanuele Maugliani | Seeley    | 1 |

(Punkte in Klammern inklusive Streichresultate)

### Konstrukteurswertung
| 1  | MV Agusta           | 90 (135) |
| 2  | Suzuki              | 73 (107) |
| 3  | Kawasaki            | 71 (105) |
| 4  | Seeley (und Yamsel) | 49 (58)  |
| 5  | Yamaha              | 27 (33)  |
| 6  | Matchless           | 16       |
| 7  | Bultaco             | 16       |
| 8  | Linto               | 14       |
| 9  | Paton               | 11       |
| 10 | Ducati              | 8        |
| 11 | Norton              | 7        |
| 12 | Husqvarna           | 6        |
| 13 | BMW                 | 5        |
| 14 | Monark              | 4        |
| 15 | Honda               | 3        |
| 16 | König               | 1        |

(Punkte in Klammern inklusive Streichresultate)

## 350-cm³-Klasse

### Rennergebnisse
|    | Datum         | Rennen                  | Strecke         | Platz 1          | Platz 2            | Platz 3        | Schn. Rennrunde  |
| -- | ------------- | ----------------------- | --------------- | ---------------- | ------------------ | -------------- | ---------------- |
| 1  | 09.05.        | 14. GP von Österreich   | Salzburgring    | Giacomo Agostini | Werner Pfirter     | Steve Ellis    | Giacomo Agostini |
| 2  | 16.05.        | 35. GP von Deutschland  | Hockenheim      | Giacomo Agostini | László Szabó       | Paul Smart     | Giacomo Agostini |
| 3  | 06.–13.06.    | 53. Isle of Man TT      | Mountain Course | Tony Jefferies   | Gordon Pantall     | Bill Smith     | Phil Read        |
| 4  | 26.06.        | 41. Dutch TT            | Assen           | Giacomo Agostini | Phil Read          | Theo Bult      | Giacomo Agostini |
| 5  | 10.–11.07.    | 14. GP der DDR          | Sachsenring     | Giacomo Agostini | Paul Smart         | László Szabó   | Giacomo Agostini |
| 6  | 18.07.        | GP der Tschechoslowakei | Masaryk-Ring    | Jarno Saarinen   | Bohumil Staša      | Theo Bult      | Giacomo Agostini |
| 7  | 24.–25.07.    | GP von Schweden         | Anderstorp      | Giacomo Agostini | Paul Smart         | Jarno Saarinen | Giacomo Agostini |
| 8  | 31.07.–01.08. | GP von Finnland         | Imatra          | Giacomo Agostini | Jarno Saarinen     | Billie Nelson  | Giacomo Agostini |
| 9  | 14.08.        | 43. Ulster GP           | Dundrod         | Peter Williams   | Dieter Braun       | Tony Jefferies | Jarno Saarinen   |
| 10 | 12.09.        | 49. GP der Nationen     | Monza           | Jarno Saarinen   | Silvio Grassetti   | Barry Randle   | Giacomo Agostini |
| 11 | 25.–26.09.    | 21. GP von Spanien      | Jarama          | Teuvo Länsivuori | Kurt-Ivan Carlsson | Werner Pfirter | Jarno Saarinen   |

### Fahrerwertung
| 1  | Giacomo Agostini   | MV Agusta      | 90 |
| 2  | Jarno Saarinen     | Yamaha         | 63 |
| 3  | Kurt-Ivan Carlsson | Yamaha         | 39 |
| 4  | Theo Bult          | Yamsel         | 36 |
| 5  | Paul Smart         | Yamaha         | 34 |
| 6  | Werner Pfirter     | Yamaha         | 33 |
| 7  | Bosse Granath      | Yamaha         | 30 |
| 8  | László Szabó       | Yamaha         | 29 |
| 9  | Tony Jefferies     | Yamsel         | 25 |
| 10 | Teuvo Länsivuori   | Yamaha         | 25 |
| 11 | Billie Nelson      | Yamaha         | 21 |
| 12 | Walter Sommer      | Yamaha         | 19 |
| 13 | John Williams      | A.J.S. / Honda | 16 |
|    | Rodney Gould       | Yamaha         | 16 |
| 15 | Peter Williams     | MZ             | 15 |
| 16 | Gordon Pantall     | Yamaha         | 12 |
|    | Phil Read          | Yamaha         | 12 |
|    | Bohumil Staša      | ČZ             | 12 |
|    | Dieter Braun       | Yamaha         | 12 |
|    | Silvio Grassetti   | MZ             | 12 |
| 21 | Mick Chatterton    | Yamaha         | 11 |
| 22 | Steve Ellis        | Yamaha         | 10 |
|    | Bill Smith         | Honda          | 10 |
|    | Barry Randle       | Yamaha         | 10 |
| 25 | Jerry Lancaster    | Yamsel         | 10 |
| 26 | Hannu Kuparinen    | Yamaha         | 9  |
| 27 | Maurice Hawthorne  | Yamaha         | 9  |
| 28 | Tommy Robb         | Yamaha         | 8  |
| 29 | Ron Chandler       | Yamaha         | 6  |
|    | János Reisz        | Aermacchi      | 6  |

|    | Steve Machin        | Yamaha        | 6 |
| 32 | Gerry Mateer        | Aermacchi     | 5 |
|    | Martti Pesonen      | Yamaha        | 5 |
|    | Arpád Juhos         | Aermacchi     | 5 |
|    | Jack Findlay        | Yamaha        | 5 |
| 36 | Mick Grant          | Yamaha        | 4 |
|    | Adolf Ohligschläger | Yamaha        | 4 |
|    | Denis Gallagher     | Yamaha        | 4 |
|    | Giuseppe Mandolini  | Aermacchi     | 4 |
| 40 | Billie Guthrie      | Yamaha        | 3 |
|    | Tony Rutter         | Yamaha        | 3 |
|    | Franz Kroon         | Yamaha        | 3 |
|    | Rudolf Duba         | ČZ            | 3 |
|    | Éric Offenstadt     | Kawasaki      | 3 |
|    | Billie McCosh       | Yamsel        | 3 |
|    | Keith Turner        | Yamaha        | 3 |
|    | Emanuele Maugliani  | Yamaha        | 3 |
| 48 | Günter Bartusch (†) | MZ            | 2 |
|    | Jirí Král           | ČZ            | 2 |
|    | Hans-Dieter Görgen  | Yamaha        | 2 |
|    | Tom Herron          | Yamaha        | 2 |
|    | Larbi Habbiche      | Yamaha        | 2 |
| 53 | Lothar John         | Yamaha        | 2 |
|    | Peter Berwick       | Suzuki Yamaha | 2 |
| 55 | Ernst Fagerer       | Yamaha        | 1 |
|    | Godfrey Nash        | Yamaha        | 1 |
|    | Piet van der Wal    | Yamaha        | 1 |
|    | Charlie Dobson      | Seeley        | 1 |
|    | Giuseppe Consalvi   | Yamaha        | 1 |

### Konstrukteurswertung
| 1  | MV Agusta           | 90       |
| 2  | Yamaha              | 81 (141) |
| 3  | Seeley (und Yamsel) | 58 (66)  |
| 4  | MZ                  | 29       |
| 5  | Honda               | 18       |
| 6  | Aermacchi           | 15       |
| 7  | ČZ                  | 12       |
| 8  | A.J.S.              | 8        |
| 9  | Kawasaki            | 3        |
| 10 | Suzuki              | 1        |

(Punkte in Klammern inklusive Streichresultate)

## 250-cm³-Klasse

### Rennergebnisse
|    | Datum         | Rennen                  | Strecke           | Platz 1          | Platz 2         | Platz 3          | Schn. Rennrunde                 |
| -- | ------------- | ----------------------- | ----------------- | ---------------- | --------------- | ---------------- | ------------------------------- |
| 1  | 09.05.        | 14. GP von Österreich   | Salzburgring      | Silvio Grassetti | Günter Bartusch | Gyula Marsovszky | János Drapál                    |
| 2  | 16.05.        | 35. GP von Deutschland  | Hockenheim        | Phil Read        | Klaus Huber     | John Dodds       | Phil Read                       |
| 3  | 06.–13.06.    | 53. Isle of Man TT      | Mountain Course   | Phil Read        | Barry Randle    | Alan Barnett     | Phil Read                       |
| 4  | 26.06.        | 41. Dutch TT            | Assen             | Phil Read        | Theo Bult       | Dieter Braun     | Phil Read                       |
| 5  | 04.07.        | 44. GP von Belgien      | Spa-Francorchamps | Silvio Grassetti | John Dodds      | Dieter Braun     | Silvio Grassetti                |
| 6  | 10.–11.07.    | 14. GP der DDR          | Sachsenring       | Dieter Braun     | Rodney Gould    | Phil Read        | Rodney Gould                    |
| 7  | 18.07.        | GP der Tschechoslowakei | Masaryk-Ring      | János Drapál     | László Szabó    | Jarno Saarinen   | János Drapál                    |
| 8  | 24.–25.07.    | GP von Schweden         | Anderstorp        | Rodney Gould     | Paul Smart      | Jarno Saarinen   | Rodney Gould                    |
| 9  | 31.07.–01.08. | GP von Finnland         | Imatra            | Rodney Gould     | John Dodds      | Dieter Braun     | Jarno Saarinen                  |
| 10 | 14.08.        | 43. Ulster GP           | Dundrod           | Ray McCullough   | Jarno Saarinen  | Dieter Braun     | Ray McCullough                  |
| 11 | 12.09.        | 49. GP der Nationen     | Monza             | Gyula Marsovszky | John Dodds      | Silvio Grassetti | John Dodds und Gyula Marsovszky |
| 12 | 25.–26.09.    | 21. GP von Spanien      | Jarama            | Jarno Saarinen   | Phil Read       | Chas Mortimer    | Jarno Saarinen                  |

### Fahrerwertung
| 1  | Phil Read           | Yamaha   | 73      |
| 2  | Rodney Gould        | Yamaha   | 68      |
| 3  | Jarno Saarinen      | Yamaha   | 64 (67) |
| 4  | John Dodds          | Yamaha   | 59      |
| 5  | Dieter Braun        | Yamaha   | 58      |
| 6  | Gyula Marsovszky    | Yamaha   | 57 (65) |
| 7  | Silvio Grassetti    | MZ       | 43      |
| 8  | Chas Mortimer       | Yamaha   | 42      |
| 9  | János Drapál        | Yamaha   | 26      |
| 10 | Theo Bult           | Yamsel   | 22      |
| 11 | Paul Smart          | Yamaha   | 20      |
| 12 | László Szabó        | Yamaha   | 20      |
| 13 | Ray McCullough      | Yamaha   | 15      |
| 14 | Kent Andersson      | Yamaha   | 14      |
| 15 | Günter Bartusch (†) | MZ       | 13      |
| 16 | Bosse Granath       | Yamaha   | 13      |
| 17 | Klaus Huber         | Yamaha   | 12      |
|    | Barry Randle        | Yamaha   | 12      |
| 19 | Alan Barnett        | Yamsel   | 10      |
| 20 | Werner Pfirter      | Yamaha   | 9       |
| 21 | Börje Jansson       | Yamasaki | 9       |
| 22 | Tony Rutter         | Yamaha   | 8       |
|    | Teuvo Länsivuori    | Yamaha   | 8       |
| 24 | Peter Williams      | MZ       | 8       |
| 25 | Bill Henderson      | Yamaha   | 8       |

| 26 | Billie Nelson          | Yamaha         | 7 |
| 27 | Leo Commu              | Yamaha         | 7 |
| 28 | Frank Perris           | Yamaha         | 6 |
|    | Steve Machin           | Yamaha         | 6 |
|    | Renzo Pasolini         | Aermacchi      | 6 |
| 31 | Ian Richards           | Yamaha         | 6 |
| 32 | Jerry Lancaster        | Yamsel         | 6 |
| 33 | Barry Sheene           | Derbi / Yamaha | 5 |
|    | Heinz Schmied          | Yamaha         | 5 |
| 35 | Guido Mandracci        | Yamaha         | 5 |
| 36 | Peter Berwick          | Yamaha         | 4 |
|    | Adolf Ohligschläger    | Yamaha         | 4 |
|    | Walter Sommer          | Yamaha         | 4 |
| 39 | Nico van der Zanden    | Yamaha         | 3 |
|    | Karl Auer              | Yamaha         | 3 |
|    | Juan Bordons           | Bultaco        | 3 |
| 42 | Dave Simmonds          | Kawasaki       | 2 |
|    | F. González De Nicolás | Bultaco        | 2 |
| 44 | Steve Ellis            | Yamaha         | 1 |
|    | Gordon Pantall         | Yamaha         | 1 |
|    | František Srna         | Jawa           | 1 |
|    | Lennart Lindell        | Yamaha         | 1 |
|    | Stan Woods             | Yamaha         | 1 |
|    | Ramón Galí             | Bultaco        | 1 |

(Punkte in Klammern inklusive Streichresultate)

### Konstrukteurswertung
| 1 | Yamaha              | 105 (171) |
| 2 | MZ                  | 51        |
| 3 | Seeley (und Yamsel) | 49        |
| 4 | Aermacchi           | 6         |
| 5 | Bultaco             | 3         |
| 6 | Kawasaki            | 2         |
| 7 | Jawa                | 1         |

(Punkte in Klammern inklusive Streichresultate)

## 125-cm³-Klasse

### Rennergebnisse
|    | Datum         | Rennen                  | Strecke           | Platz 1           | Platz 2           | Platz 3        | Schn. Rennrunde   |
| -- | ------------- | ----------------------- | ----------------- | ----------------- | ----------------- | -------------- | ----------------- |
| 1  | 09.05.        | 14. GP von Österreich   | Salzburgring      | Ángel Nieto       | Gilberto Parlotti | Barry Sheene   | Dieter Braun      |
| 2  | 16.05.        | 35. GP von Deutschland  | Hockenheim        | Dave Simmonds     | Gilberto Parlotti | Kent Andersson | Ángel Nieto       |
| 3  | 06.–13.06.    | 53. Isle of Man TT      | Mountain Course   | Chas Mortimer     | Börje Jansson     | John Kiddie    | Chas Mortimer     |
| 4  | 26.06.        | 41. Dutch TT            | Assen             | Ángel Nieto       | Barry Sheene      | Börje Jansson  | Ángel Nieto       |
| 5  | 04.07.        | 44. GP von Belgien      | Spa-Francorchamps | Barry Sheene      | Gert Bender       | Dieter Braun   | Barry Sheene      |
| 6  | 10.–11.07.    | 14. GP der DDR          | Sachsenring       | Ángel Nieto       | Barry Sheene      | Börje Jansson  | Ángel Nieto       |
| 7  | 18.07.        | GP der Tschechoslowakei | Masaryk-Ring      | Ángel Nieto       | Börje Jansson     | Barry Sheene   | Ángel Nieto       |
| 8  | 24.–25.07.    | GP von Schweden         | Anderstorp        | Barry Sheene      | Börje Jansson     | Kent Andersson | Ángel Nieto       |
| 9  | 31.07.–01.08. | GP von Finnland         | Imatra            | Barry Sheene      | Dieter Braun      | Gert Bender    | Barry Sheene      |
| 10 | 12.09.        | 49. GP der Nationen     | Monza             | Gilberto Parlotti | Ángel Nieto       | Barry Sheene   | Gilberto Parlotti |
| 11 | 25.–26.09.    | 21. GP von Spanien      | Jarama            | Ángel Nieto       | Chas Mortimer     | Barry Sheene   | Ángel Nieto       |

### Fahrerwertung
| 1  | Ángel Nieto        | Derbi          | 87       |
| 2  | Barry Sheene       | Suzuki         | 79 (109) |
| 3  | Börje Jansson      | Maico          | 64       |
| 4  | Dieter Braun       | Maico          | 54       |
| 5  | Chas Mortimer      | Yamaha / Maico | 48 (52)  |
| 6  | Dave Simmonds      | Kawasaki       | 48       |
| 7  | Gert Bender        | Maico          | 41       |
| 8  | Gilberto Parlotti  | Morbidelli     | 39       |
| 9  | Kent Andersson     | Yamaha         | 30       |
| 10 | Jürgen Lenk        | MZ             | 27       |
| 11 | Toni Gruber        | Maico          | 21       |
| 12 | Thomas Heuschkel   | MZ             | 20       |
| 13 | Cees van Dongen    | Yamaha         | 19       |
| 14 | John Kiddie        | Honda          | 10       |
| 15 | Peter Courtney     | Yamaha         | 8        |
| 16 | Ralph Watts        | Honda          | 6        |
|    | Harald Bartol      | Suzuki         | 6        |
| 18 | Matti Salonen      | Yamaha         | 6        |
| 19 | Ryszard Mankiewicz | MZ             | 6        |
| 20 | Carl Ward          | Maico          | 5        |
| 21 | Hartmut Bischoff   | MZ             | 5        |
|    | Otello Buscherini  | Derbi          | 5        |
| 23 | Bernd Köhler       | MZ             | 5        |

| 24 | Fred Smart        | Honda          | 4 |
|    | Steve Machin      | Yamaha         | 4 |
|    | Rodney Gould      | Yamaha         | 4 |
|    | János Drapál      | MZ             | 4 |
|    | Alberto Pagani    | Suzuki / Derbi | 4 |
| 29 | Luigi Rinaudo     | Aermacchi      | 3 |
|    | Lindsay Porter    | Honda          | 3 |
|    | Benjamín Grau     | Bultaco        | 3 |
| 32 | Friedhelm Kohlar  | MZ             | 3 |
|    | Eugenio Lazzarini | Maico          | 3 |
| 34 | Jan Huberts       | MZ             | 2 |
|    | Bill Rae          | Maico          | 2 |
|    | Aramis Brito      | MZ             | 2 |
|    | Leif Rosell       | Maico          | 2 |
|    | Seppo Kangasniemi | Maico          | 2 |
|    | Aldo Pero         | Aermacchi      | 2 |
| 40 | James Pearson     | Honda          | 1 |
|    | Günter Fischer    | Maico          | 1 |
|    | Tommy Robb        | Yamaha         | 1 |
|    | Lasse Johansson   | Maico          | 1 |
|    | Roland Olsson     | Yamaha         | 1 |
|    | Ramón Galí        | Bultaco        | 1 |

(Punkte in Klammern inklusive Streichresultate)

### Konstrukteurswertung
| 1  | Derbi        | 87 (91)  |
| 2  | Suzuki       | 79 (109) |
| 3  | Maico        | 70 (108) |
| 4  | Yamaha Motor | 61 (85)  |
| 5  | Kawasaki     | 48       |
| 6  | Morbidelli   | 39       |
| 7  | MZ           | 38       |
| 8  | Honda        | 10       |
| 9  | Aermacchi    | 5        |
| 10 | Bultaco      | 3        |

(Punkte in Klammern inklusive Streichresultate)

## 50-cm³-Klasse

### Rennergebnisse
|   | Datum      | Rennen                  | Strecke           | Platz 1      | Platz 2           | Platz 3           | Schn. Rennrunde   |
| - | ---------- | ----------------------- | ----------------- | ------------ | ----------------- | ----------------- | ----------------- |
| 1 | 09.05.     | GP von Österreich       | Salzburgring      | Jan de Vries | Ángel Nieto       | Rudolf Kunz       | Jan de Vries      |
| 2 | 16.05.     | GP von Deutschland      | Hockenheim        | Jan de Vries | Rudolf Kunz       | Ángel Nieto       | Jan de Vries      |
| 3 | 26.06.     | 41. Dutch TT            | Assen             | Ángel Nieto  | Jos Schurgers     | Teunis Ramaker    | Ángel Nieto       |
| 4 | 04.07.     | GP von Belgien          | Spa-Francorchamps | Jan de Vries | Jos Schurgers     | Ángel Nieto       | Jan de Vries      |
| 5 | 10.–11.07. | GP der DDR              | Sachsenring       | Ángel Nieto  | Jan de Vries      | Jos Schurgers     | Ángel Nieto       |
| 6 | 18.07.     | GP der Tschechoslowakei | Masaryk-Ring      | Barry Sheene | Herman Meijer     | Hans Kroismayr    | Gilberto Parlotti |
| 7 | 24.–25.07. | GP von Schweden         | Anderstorp        | Ángel Nieto  | Gilberto Parlotti | Jan de Vries      | Ángel Nieto       |
| 8 | 12.09.     | GP der Nationen         | Monza             | Jan de Vries | Ángel Nieto       | Gilberto Parlotti | Jan de Vries      |
| 9 | 25.–26.09. | GP von Spanien          | Jarama            | Jan de Vries | Jarno Saarinen    | Herman Meijer     | Jan de Vries      |

### Fahrerwertung
| 1  | Jan de Vries            | Kreidler          | 75 (97) |
| 2  | Ángel Nieto             | Derbi             | 69 (89) |
| 3  | Jos Schurgers           | Kreidler          | 42      |
| 4  | Herman Meijer           | Hemeyla / Jamathi | 41 (45) |
| 5  | Rudolf Kunz             | Kreidler          | 36      |
| 6  | Aalt Toersen            | Jamathi           | 24      |
| 7  | Barry Sheene            | Kreidler          | 23      |
| 8  | Gilberto Parlotti       | Derbi             | 22      |
| 9  | Federico van der Hoeven | Derbi             | 22      |
| 10 | Jan Bruins              | Kreidler          | 19      |
| 11 | Juan Parés March        | Derbi             | 19      |
| 12 | Jarno Saarinen          | Kreidler          | 17      |
| 13 | Luigi Rinaudo           | Tomos             | 12      |
| 14 | Leo Commu               | Jamathi           | 12      |
| 15 | Hans-Jürgen Hummel      | Kreidler          | 11      |
| 16 | Harald Bartol           | Kreidler          | 11      |
| 17 | Teunis Ramaker          | Kreidler          | 10      |
|    | Hans Kroismayr          | Kreidler          | 10      |

| 19 | Manfred Kugler     | Kreidler   | 9 |
| 20 | Zbyněk Havrda      | Ahra       | 8 |
| 21 | Ryszard Mankiewicz | Kreidler   | 8 |
| 22 | Nico Polane        | Kreidler   | 6 |
|    | Cees van Dongen    | Jamathi    | 6 |
| 24 | Michal Sobán       | Kreidler   | 5 |
| 25 | Günter Hilbig      | MZ         | 4 |
|    | Bedřich Fendrich   | Tatran     | 4 |
| 27 | Lasse Johansson    | Maico      | 3 |
|    | Lars Persson       | Monark     | 3 |
| 29 | Ulrich Graf        | Kreidler   | 3 |
| 30 | Lennart Lindell    | Tomos      | 2 |
|    | Alberto Ieva       | Morbidelli | 2 |
| 32 | Ton Kooyman        | Hemeyla    | 1 |
|    | Peter Müller       | Zündapp    | 1 |
|    | Albert Bertholet   | Kreidler   | 1 |
|    | Hans Johansson     | HM         | 1 |

(Punkte in Klammern inklusive Streichresultate)

### Konstrukteurswertung
| 1  | Kreidler   | 75 (124) |
| 2  | Derbi      | 69 (89)  |
| 3  | Jamathi    | 44 (60)  |
| 4  | Tomos      | 14       |
| 5  | Ahra       | 8        |
| 6  | MZ         | 4        |
|    | Tatran     | 4        |
| 8  | Maico      | 3        |
|    | Monark     | 3        |
| 10 | Morbidelli | 2        |
| 11 | Hemeyla    | 1        |
|    | Zündapp    | 1        |
|    | HM         | 1        |

(Punkte in Klammern inklusive Streichresultate)

## Gespanne (500 cm³)

### Rennergebnisse
|   | Datum         | Rennen                  | Strecke           | Platz 1                              | Platz 2                              | Platz 3                                    | Schn. Rennrunde                      |
| - | ------------- | ----------------------- | ----------------- | ------------------------------------ | ------------------------------------ | ------------------------------------------ | ------------------------------------ |
| 1 | 09.05.        | 14. GP von Österreich   | Salzburgring      | Arsenius Butscher / Josef Huber      | Georg Auerbacher / Hermann Hahn      | Richard Wegener / Adi Heinrichs            | Arsenius Butscher / Josef Huber      |
| 2 | 16.05.        | 35. GP von Deutschland  | Hockenheim        | Georg Auerbacher / Hermann Hahn      | Arsenius Butscher / Josef Huber      | Richard Wegener / Adi Heinrichs            | Siegfried Schauzu / Wolfgang Kalauch |
| 3 | 06.–13.06.    | 53. Isle of Man TT      | Mountain Course   | Siegfried Schauzu / Wolfgang Kalauch | Georg Auerbacher / Hermann Hahn      | Arsenius Butscher / Josef Huber            | Georg Auerbacher / Hermann Hahn      |
| 4 | 26.06.        | 41. Dutch TT            | Assen             | Horst Owesle / Julius Kremer         | Arsenius Butscher / Josef Huber      | Siegfried Maier / Harald Mathews           | Horst Owesle / Julius Kremer         |
| 5 | 04.07.        | 44. GP von Belgien      | Spa-Francorchamps | Siegfried Schauzu / Wolfgang Kalauch | Horst Owesle / Julius Kremer         | Georg Auerbacher / Hermann Hahn            | Siegfried Schauzu / Wolfgang Kalauch |
| 6 | 18.07.        | GP der Tschechoslowakei | Masaryk-Ring      | Siegfried Schauzu / Wolfgang Kalauch | Horst Owesle / Peter Rutterford      | Heinz Luthringshauser / Armgard Neumann    | Horst Owesle / Peter Rutterford      |
| 7 | 31.07.–01.08. | GP von Finnland         | Imatra            | Horst Owesle / Peter Rutterford      | Richard Wegener / Adi Heinrichs      | Jean-Claude Castella / Albert Castella     | Siegfried Schauzu / Wolfgang Kalauch |
| 8 | 14.08.        | 43. Ulster GP           | Dundrod           | Horst Owesle / Peter Rutterford      | Siegfried Schauzu / Wolfgang Kalauch | Heinz Luthringshauser / Hans-Jürgen Cusnik | Horst Owesle / Peter Rutterford      |

### Fahrerwertung
| 1  | Horst Owesle          | Julius Kremer bzw. Peter Rutterford     | Münch-URS    | 69 (75) |
| 2  | Siegfried Schauzu     | Wolfgang Kalauch                        | BMW          | 57      |
| 3  | Arsenius Butscher     | Josef Huber                             | BMW          | 57 (68) |
| 4  | Georg Auerbacher      | Hermann Hahn                            | BMW          | 55      |
| 5  | Heinz Luthringshauser | Hans-Jürgen Cusnik bzw. Armgard Neumann | BMW          | 44      |
| 6  | Richard Wegener       | Adi Heinrichs                           | BMW          | 38      |
| 7  | Jean-Claude Castella  | Albert Castella                         | BMW          | 37 (43) |
| 8  | Wolfgang Klenk        | Roland Veil                             | BMW          | 20      |
| 9  | Hermann Binding       | Helmut Fleck                            | BMW          | 19      |
| 10 | Siegfried Maier       | Harald Mathews                          | BMW          | 15      |
| 11 | Jeff Gawley           | Graham Alcock                           | BMW          | 14      |
| 12 | Chris Vincent         | Michael Casey bzw. Derek Jacobson       | BSA          | 11      |
| 13 | Rudi Kurth            | Dane Rowe                               | CAT-Crescent | 9       |
| 14 | Graham Milton         | John Thornton                           | BMW          | 9       |
| 15 | Hanspeter Hubacher    | John Blum                               | BMW          | 5       |
| 15 | Hermann Schmid        | André Mayenzet                          | BMW          | 5       |
| 16 | Tony Wakefield        | John McPherson                          | BMW          | 4       |
|    | Dick Hawes            | John Mann                               | Seeley       | 4       |
|    | Michel Pourcelet      | Claude Domin                            | BMW          | 4       |
|    | Pentti Moskari        | Matti Sigvart                           | Honda        | 4       |
| 21 | Robin Williamson      | John McPherson                          | Triumph      | 3       |
|    | Colin Hornby          | Mike Griffiths                          | BMW          | 3       |
|    | Jaakko Palomäki       | Kenneth Calenius                        | BMW          | 3       |
|    | Pat Sheridan (†)      | Phillip Smith (†)                       | BSA          | 3       |
| 25 | John Mines            | Geoff Davis                             | Matchless    | 2       |
|    | Herman Oosterloo      | Klaas de Geus                           | BMW          | 2       |
|    | Gustav Pape           | Franz Kallenberg                        | BMW          | 2       |
|    | Egon Schons           | Karl Lauterbach                         | BMW          | 2       |
|    | Fred Cornbill         | Gordon Tinkler                          | Triumph      | 2       |
| 30 | Peter Brown           | Fred Holden                             | BSA          | 1       |
|    | Joe Coxon             | Billy Costello                          | BSA          | 1       |

(Punkte in Klammern inklusive Streichresultate)

### Konstrukteurswertung
| 1 | BMW          | 75 (111) |
| 2 | Münch-URS    | 69 (75)  |
| 3 | BSA          | 14       |
| 4 | CAT-Crescent | 9        |
| 5 | Honda        | 6        |
| 6 | Triumph      | 5        |
| 7 | Seeley       | 4        |
| 8 | Matchless    | 2        |

(Punkte in Klammern inklusive Streichresultate)